# Вільнюська операція
Вільнюська операція (рос. Вильнюсская операция) — фронтова наступальна операція радянських військ 3-го Білоруського фронтів (генерал армії Черняховський І. Д.) на другому етапі загального стратегічного наступу радянських військ у Білорусі літом 1944 року.

## Історія

### Передумови
3-й Білоруський фронт генерала армії Черняховського І. Д. у ході першого етапу операції «Багратіон» у взаємодії з іншими об'єднаннями Червоної армії оточив велике німецького вермахту в районі Мінська, оволодів залізничними вузлами Сморгонь і Молодечно, після чого продовжував переслідування противника у західному і північно-західному напрямках.
На напрямку наступу військ фронту здійснювали відхід або намагалися закріпитися на поспішно створюваних рубежах оборони німецькі 221-ша охорони, 170-та піхотна і 5-та танкова дивізії, а також окремі групи «Заускен», «Верга», «Готберг», «Мюллер» та поліцейські батальйони. Суцільного фронту оборони війська групи армії «Центр» на Вільнюському напрямку не мали і опір чинився лише поодинокими підрозділами та частинами та залишками розбитих формувань, які не встигли створити усталену систему оборони окремими. Німецьке командування намагалося зупинити просування радянських військ на заздалегідь підготовленому рубежі Даугавпілс — Вільнюс — Ліда, на який відходили частини 3-ї танкової і 4-ї польової армії групи армій «Центр».
Вільнюс був важливим залізничним вузлом і останнім великим опорним пунктом німецьких військ на підступах до Східної Пруссії. Його гарнізон налічував 12—15 тис. солдатів і офіцерів, крім того, в ході бойових дій це угруповання було посилено за рахунок новоприбулих з'єднань. У місті було зосереджено 320 артилерійських гармат, близько 420 кулеметів, кілька десятків танків.
4 липня 1944 року командування 3-го Білоруського фронту отримало директиву Ставки ВГК № 220126, в якій визначалися завдання: без оперативної паузи продовжити наступ, завдаючи головного удару в напрямку Молодечно, Вільнюс. Найближче завдання полягала в тому, щоб не пізніше 10—12 липня опанувати Вільнюсом і Лідою. Надалі передбачалися вихід на р. Німан і захоплення плацдармів на її західному берегу.

### Склад сторін

#### СРСР
До початку нової операції в складі фронту діяли: 5-та, 11-та гвардійська і 31-ша армії, 5-та гвардійська танкова армія, 3-й гвардійський механізований, 3-й гвардійський кавалерійський і 2-й гвардійський танковий корпуси. З 2-го Білоруського фронту йому була передана 33-тя армія, але вона аж до 9 липня активно діяла в заходах з ліквідації оточеного мінського угруповання німецьких військ. Всього на фронті налічувалося понад 300 тис. солдатів і офіцерів, понад 7,8 тис. гармат і мінометів і понад 700 танків.
- 3-й Білоруський фронт (командувач генерал армії Черняховський І. Д.)
  - 5-та армія (командувач генерал-лейтенант Крилов М. І.)
  - 11-та гвардійська армія (командувач генерал-полковник Галицький К. М.)
  - 31-ша армія (командувач генерал-лейтенант, з 15 липня 1944 генерал-полковник Глаголев В. В.)
  - 39-та армія (командувач генерал-лейтенант Людников І. І.), з 7 липня 1944 р.
  - 33-тя армія (командувач генерал-лейтенант Морозов С. І.), з 10 липня 1944 р.
  - 5-та гвардійська танкова армія (командувач генерал-полковник танкових військ Ротмістров П. О.)
  - 3-й гвардійський механізований корпус (командир генерал-лейтенант танкових військ Обухов В. Т.)
  - 3-й гвардійський кавалерійський корпус (командир генерал-лейтенант Осликовський М. С.)
  - 1-ша повітряна армія (командувач генерал-полковник авіації Хрюкін Т. Т.)

#### Німеччина
- 3-тя танкова армія (командувач генерал-полковник Г.-Г. Райнхардт)
  - 26-й армійський корпус (командир генерал від інфантерії А. Грассер, з 06.07. — генерал-лейтенант Г. Мацкі)
  - Гарнізон Вільнюса (начальник генерал-лейтенант Р. Штахель)
- 4-та армія (командувач генерал від інфантерії К. фон Тіппельскірх)
  - Група Вейдлінга
  - 39-й танковий корпус (командир генерал танкових військ Д. фон Заукен)
  - 340-ва фольксгренадерська дивізія (командир генерал-лейтенант Т. Тольсдорф)
- Частини 1-го повітряного флоту (командувач генерал авіації К. Пфлюгбейл)

### Хід операції

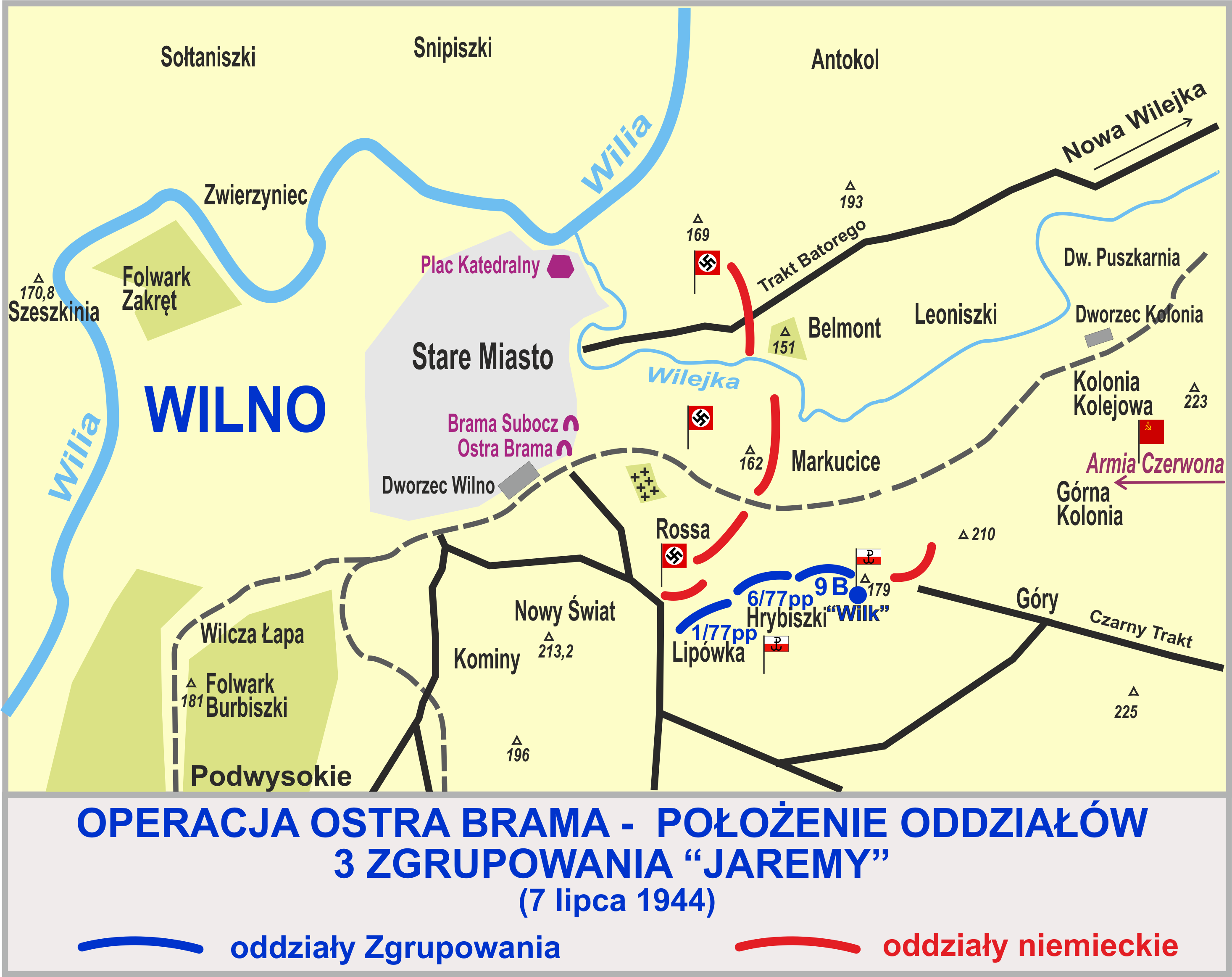
Ситуація напередодні штурму Вільнюса. 7 липня 1944 року

Головний удар на вільнюському напрямку завдавався силами 5-ї загальновійськової, 5-ї гвардійської танкової армії і 3-го гвардійського механізованого корпусу. У центрі, на алітуському напрямку, діяла 11-та гвардійська армія, яка мала завдання форсувати Німан і захопити плацдарми на його західному берегу. Лівофлангова 31-ша армія та 3-й гвардійський кавалерійський корпус повинні були до ранку 7 липня взяти під контроль залізничний вузол Ліда.
На напрямку головного удару з'єднання 5-ї армії протягом 5-6 липня з ходу форсували р. Вілія на північ від Сморгоні і подолали ділянку оборонного рубежу «Остваль», просунувшись вперед на 55 км. 3-й гвардійський механізований корпус, форсувавши 6 липня р. Ошмянка, за трьома маршрутами почав стрімке просування до Вільнюсу, і до 9 години 7 липня його передові підрозділи досягли міста і зав'язали бій на його східній і південно-східній околицях.

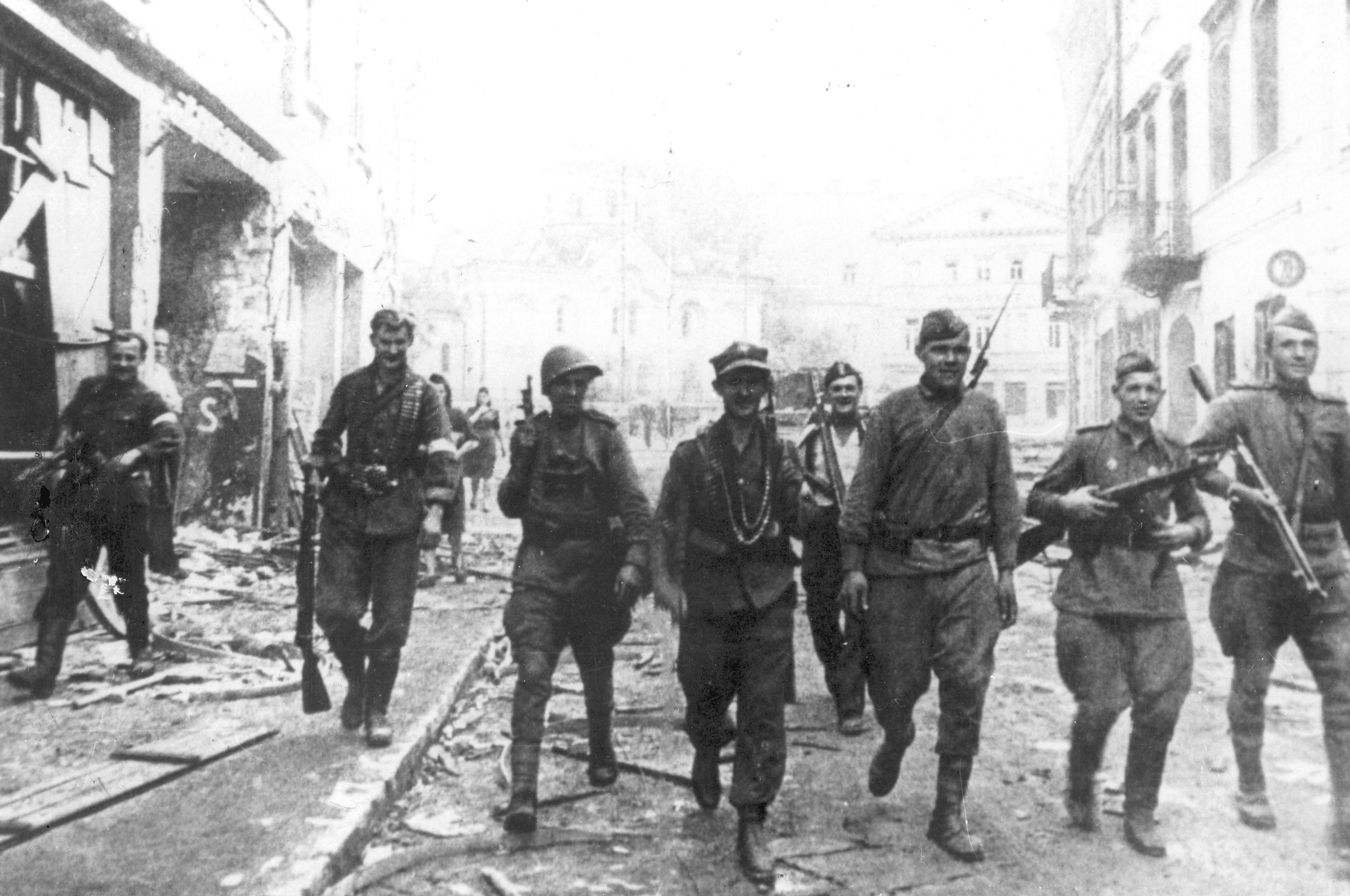
Радянські та польські вояки армії Крайової у Вільнюсі. 12 липня 1944 року

Зранку 8 липня за місто почалися вуличні бої, в результаті під кінець дня радянські війська перерізали залізниці, що йдуть з Вільнюса на Каунас, Гродно, Ліду, і охопили вільнюський гарнізон противника з трьох сторін. У ніч на 9 липня через Каунас до району Майшагали (25 км на північний захід від Вільнюса) була перекинута з Німеччини бойова група «Вертхерн», що налічувала до 120 танків і штурмових гармат, із завданням прорватися до Вільнюсу з північного заходу. Із заходу до міста висувався 16-й авіадесантний полк 2-ї авіапольової дивізії, а на станції Ландворово здійснила вивантаження бойова група «Тольсдорф».
Генерал армії Черняховський І. Д. віддав наказ залишити для блокування оточених німецьких військ дві дивізії, решту сил перенацілив на удар по противнику, що зосереджувався поблизу столиці Литви. Однак, як показали подальші події, сил, виділених для знищення противника у Вільнюсі, виявилося недостатньо. Вночі 13 липня група німецьких військ загальною чисельністю до 3 тис. осіб прорвала оточення в районі обсерваторії і через західну частину міста відійшла в ліси на південний схід від Риконти. Тут вона з'єдналася з частинами бойової групи «Тольсдорф». Але всі подальші спроби противника прорватися з Вільнюса були припинені. До 17-ї години 13 липня 1944 року оволодіння Вільнюса було завершено.
Одночасно головні сили правого крила фронту продовжували наступ на захід. 11 липня 72-й і 45-й стрілецькі корпуси у взаємодії з частинами 29-го танкового корпусу 5-ї гвардійської танкової армії оволоділи населеними пунктами Майшагала і Ландворово, оточивши групу «Тольсдорф» (підрозділи 12-ї танкової дивізії, 16-го поліцейського полку, 1088-го гренадерського полку, 16-го авіадесантного полку). 13 липня для деблокування групи «Тольсдорф» і частини сил вільнюського гарнізону командування німецької 3-ї танкової армії створило угруповання у складі 6-ї танкової дивізії, батальйону танків «Пантера» з танкової дивізії «Гроссдойчланд», 500-го парашутного батальйону СС і двох рот 16-го авіадесантного полку. Завдавши удару в напрямку Ів'є, Риконти, Ландворово, воно потіснило 277-ту стрілецьку дивізію і встановило взаємодію зі своїми військами.
З метою ліквідації прориву противника в районі його вклинення завдали удару 72-й стрілецький корпус 5-ї армії і 29-й танковий корпус 5-ї гвардійської танкової армії. Протягом 13-14 липня вони знову оволоділи Ів'є, відкинули німецьке угруповання з району Риконти, охопили його з трьох сторін і в ніч на 15 липня майже повністю знищили.
З 7 по 13 липня армії правого крила 3-го Білоруського фронту розгромили вільнюське угруповання ворога, відкинули його на 50—60 км на захід від міста і ліквідували прорив противника в районі Риконти. Наступ радянських військ на вільнюському напрямку змусив німецьке командування направити сюди переважну частину оперативних резервів, які прибували для посилення 3-ї танкової армії, що полегшило виконання завдань об'єднанням і з'єднанням, яке діяло в центрі і на лівому крилі 3-го Білоруського фронту.
На алітуському напрямку 11-та гвардійська армія вела наступ. Протягом 5—6 липня її з'єднання форсували р. Березину і підійшли до оборонного рубежу противника «Остваль». До 7 липня тут займали оборону частини 170-ї піхотної і 5-ї танкової дивізій, залишки 337-ї піхотної дивізії, а також щойно прибулі з резерву 7-ма танкова і 707-ма піхотна дивізії.

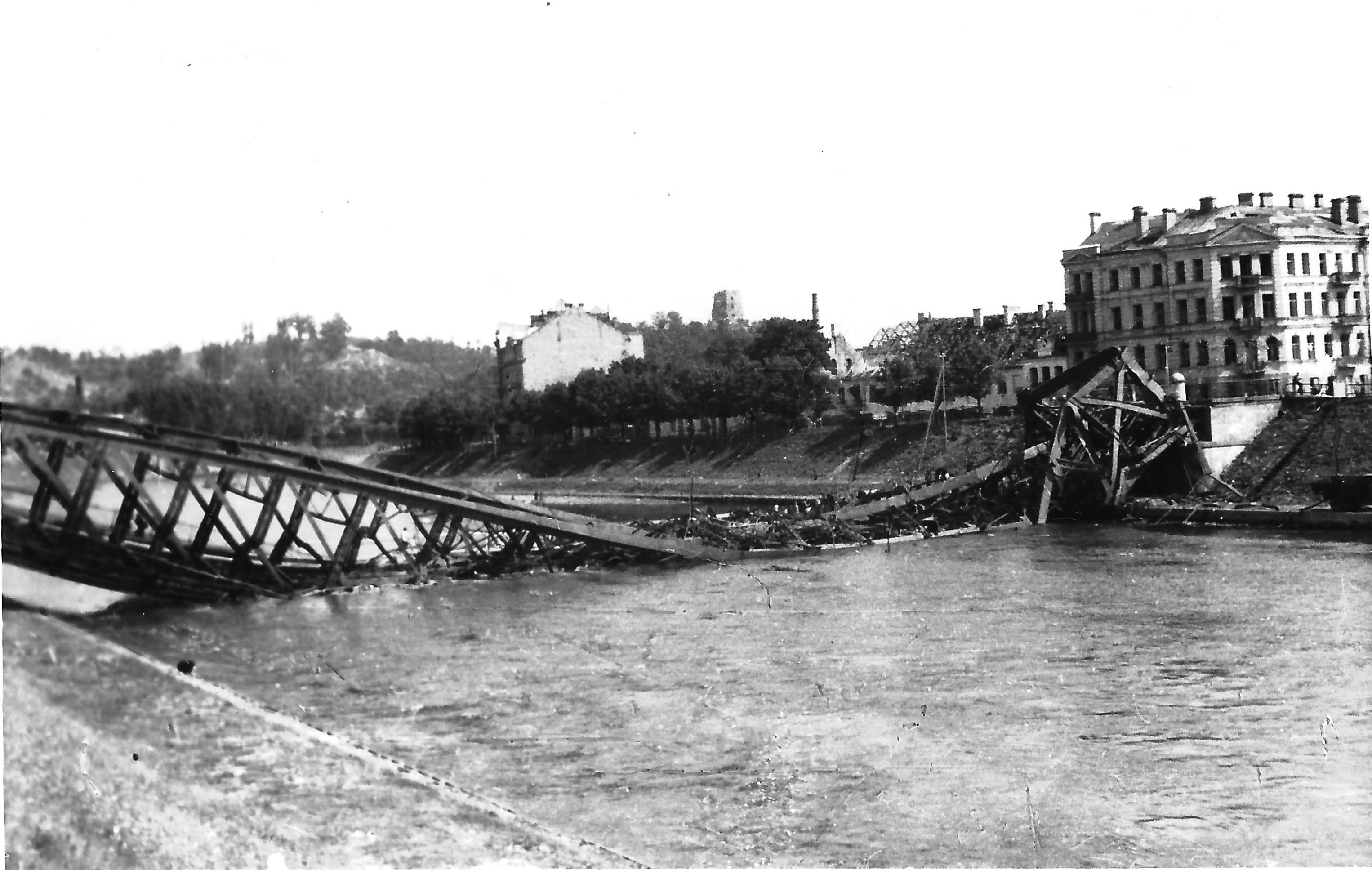
Зруйнований у ході боїв залізничний міст Вільнюса. Липень 1944

Близько 11 годин 7 липня підрозділи 8-го і 16-го гвардійських стрілецьких корпусів почали атаку на займані німецькими військами оборонні рубежі. Бої точилися протягом дня, але тільки до 22 години стрілецькі дивізії, підтримані частинами 3-го гвардійського танкового корпусу, просунулися на 4 — 6 км, форсували р. Ошмянка і почали розвивати успіх в глибину. До того ж часу танкові бригади атакою з ходу оволоділи укріпленими населеними пунктами Ошмяни і Гольшани.
З ранку 8 липня радянські війська відновили переслідування німецьких військ, що відступали і через два дні ліквідували розрив з 5-ю армією, що утворився раніше.
На Лідському напрямку 3-й гвардійський кавалерійський корпус, користуючись тим, що головні сили ворога вели бої на рубежі «Остваль», успішно продовжував наступ і до 21 години 7 липня взяв під контроль населені пункти Суботники і Ів'є. Тим самим він вийшов в тил угруповання німецьких військ, яка відходила під ударами 31-ї армії.
О 16 годин 30 хвилин 8 липня дивізії 3-го гвардійського кавалерійського корпусу ударом з півночі і північного сходу увірвалися в м. Ліда і, розгромивши передові частини німецької 50-ї піхотної дивізії до 9 липня повністю оволоділи цим важливим залізничним вузлом. За той же час стрілецькі з'єднання 11-ї гвардійської і 31-ї армій просунулися вперед на 25—30 км.
Німецьке командування розпочало концентрацію своїх сил на цьому, найбільш загрозливому для них напрямку наступу радянських військ. Протягом 9 — 10 липня з-під Ковеля була перевезена 131-ша піхотна дивізія. У наступні дні в розпорядження командувача 3-ї танковою армією почали прибувати управління 26-го армійського корпусу, 69-та піхотна дивізія, 185-та і 277-ма бригади штурмових гармат, 88-ма артилерійська бригада резерву і інші частини посилення. Крім того, перегруповуються 201-ша охоронна дивізія та бойова група «Роткірх» чисельністю до дивізії.
З 10 липня війська центру і лівого крила 3-го Білоруського фронту почали висунення до Німану. Але противник чинив затятий опір і до кінця 13 липня лише 16-му гвардійському стрілецькому корпусу вдалося прорватися до р. Німан у районі Алітуса. До того ж часу 3-й гвардійський кавалерійський корпус досяг передмість Гродно, але був зупинений сильним артилерійським і кулеметним вогнем німецьких військ.
14 липня війська 3-го Білоруського фронту приступили до другого етапу операції, змістом якого стало форсування р. Німан і бої за оволодіння м. Каунаса. У зв'язку з обстановкою, що змінилася в Прибалтиці Ставка ВГК повернула до його складу 39-у армію, яка продовжувала наступ на північ від Каунаса. В результаті смуга наступу фронту збільшувалася в сторону його правого крила до району Укмерге. У той же самий час 3-й гвардійський кавалерійський корпус, який зав'язав бої на околицях Гродно, відбув у розпорядження командувача 2-го Білоруського фронту зі збереженням за ним завдання по оволодінню містом.
До кінця 15 липня з'єднання 5-ї і 11-ї гвардійської армій захопили спільний плацдарм на західному берегу Німану шириною до 28 км і глибиною від 2 до 6 км. Крім того, 11-та гвардійська армія утримувала другий плацдарм глибиною до 6 км. Ще два плацдарму, на північ від Гродно, захопили з'єднання 31-ї армії. Прагнучи не допустити подальшого розширення плацдармів, німецьке командування підтягнуло в цей район великі резерви. Зав'язалися запеклі бої.
До 20 липня з початку Вільнюської операції війська 3-го Білоруського фронту просунулися на глибину до 210 км. В результаті були створені сприятливі умови для виходу військ фронту до кордонів Східної Пруссії.

## Відео
- Wilno 1944 [Архівовано 8 липня 2015 у Wayback Machine.]